# ليلى ليندهولم
ليلى ليندهولم (بالسويدية: Leila Lindholm)‏ هي كاتِبة وطاهية ومقدمة تلفزيونية سويدية، ولدت في 21 يونيو 1975 في ستوكهولم في السويد.

## وصلات خارجية
- ليلى ليندهولم على موقع IMDb (الإنجليزية)
- ليلى ليندهولم على موقع روتن توميتوز (الإنجليزية)
- ليلى ليندهولم على موقع أول موفي (الإنجليزية)
- ليلى ليندهولم على موقع قاعدة بيانات الفيلم (الإنجليزية)